# Saint-Martin-de-Brômes
Pour les articles homonymes, voir Saint-Martin.
Saint-Martin-de-Brômes (Sant-Martin en occitan provençal) est une commune française, située dans le département des Alpes-de-Haute-Provence en région Provence-Alpes-Côte d'Azur.
Ses habitants sont appelés les Saint-Martinois[réf. nécessaire].

## Géographie

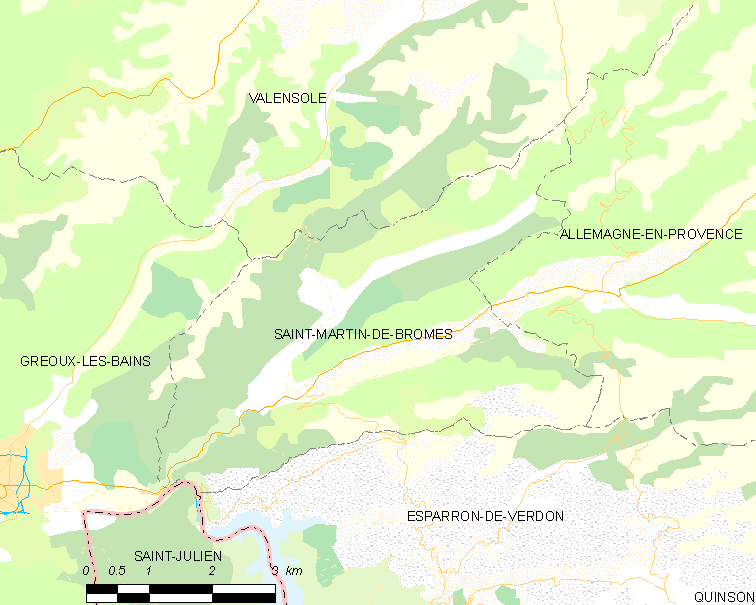
Saint-Martin-de-Brômes et les communes voisines (Cliquez sur la carte pour accéder à une grande carte avec la légende).

Le village est à une altitude de 358 m.
|                    | Valensole              |                       |
| Gréoux-les-Bains   | Saint-Martin-de-Brômes | Allemagne-en-Provence |
| Saint-Julien (Var) | Esparron-de-Verdon     |                       |

### Hydrographie
La commune est traversée par le Colostre : son confluent avec le Verdon est un site inscrit.

### Environnement
La commune compte 1 326 ha de bois et forêts, soit 63 % de sa superficie.

### Transports

#### Voies routières
La commune est desservie par les routes départementales RD 952 et RD 82.

#### Services autocars

##### Lignes régionales, réseauZou!
Saint-Martin-de-Brômes est desservie par une ligne EXPRESS : 
| Ligne | Tracé                                                        |
| ----- | ------------------------------------------------------------ |
| 67    | Marseille ↔ Gréoux-les-Bains ↔ Saint-Martin-de-Brômes ↔ Riez |

##### Lignes intercommunales
Le village est relié par deux lignes intercommunales du réseau Trans'Agglo :
| Ligne | Tracé                                                                                                |
| ----- | --- |
| 132   | Puimoisson ↔ Riez ↔ Allemagne-en-Provence ↔ Saint-Martin-de-Brômes ↔ Gréoux-les-Bains ↔ Manosque     |
| 136   | Manosque ↔ Gréoux-les-Bains ↔ Saint-Martin-de-Brômes ↔ Esparron-de-Verdon ↔ Quinson (Ligne estivale) |

##### Lignes scolaires
Des lignes de transports scolaires ont été mises en place pour rallier le collège de Riez ainsi que les lycées et collèges de Manosque. Ces lignes sont financées par la communauté d'agglomération Durance-Luberon-Verdon au travers du réseau Trans'Agglo. En plus des lignes existantes du réseau, d'autres ont été rajoutées.
| Ligne | Tracé                                                 |
| ----- | ----------------------------------------------------- |
| 145 S | Saint-Martin-de-Brômes ↔ Allemagne-en-Provence ↔ Riez |

### Risques naturels et technologiques
Aucune des 200 communes du département n'est en zone de risque sismique nul. Le canton de Valensole auquel appartient Saint-Martin-de-Brômes est en zone 1b (sismicité faible) selon la classification déterministe de 1991, basée sur les séismes historiques, et en zone 3 (risque moyen) selon la classification probabiliste EC8 de 2011. La commune de Saint-Martin-de-Brômes est également exposée à trois autres risques naturels :
- feu de forêt ;
- inondation ;
- mouvement de terrain : la commune est presque entièrement concernée par un aléa moyen à fort[7].

La commune de Saint-Martin-de-Brômes est de plus exposée à un risque d’origine technologique, celui de rupture de barrage. Quatre barrages menacent une partie restreinte du territoire de Saint-Martin-de-Brômes : les barrages de Castillon, Sainte-Croix, de Quinson et de Gréoux. Le premier ne menace la commune que d’une inondation forte, comparable aux très fortes crues du Verdon : de plus, l’onde de submersion mettrait plus de deux heures à parvenir à Saint-Martin-de-Brômes. Les autres barrages, plus proches, et surtout le barrage de Sainte-Croix, au réservoir beaucoup plus volumineux, causeraient des submersions plus importantes.
Le plan de prévention des risques naturels prévisibles (PPR) de la commune a été approuvé en 1998 pour les risques d’inondation et de séisme et le Dicrim existe depuis 2011. Deux incendies, le 7 août 2005, détruisent 2 458 ha de forêt, en touchant également les communes de Quinson, Manosque et Esparron-de-Verdon.

### Toponymie
Le nom du village apparaît pour la première fois en 1042 (ecclesiam. de Brumeç), puis vers 1064-1079, sous le nom de Sancti Martini de Bromezes, forme occitane du nom de saint Martin de Tours, qui a été francisée par la suite,. Le toponyme Brumeç est préceltique, et sa signification très probablement liée à un cours d’eau.

### Climat
Pour des articles plus généraux, voir Climat de Provence-Alpes-Côte d'Azur et Climat des Alpes-de-Haute-Provence.
En 2010, le climat de la commune est de type climat méditerranéen altéré, selon une étude du Centre national de la recherche scientifique s'appuyant sur une série de données couvrant la période 1971-2000. En 2020, Météo-France publie une typologie des climats de la France métropolitaine dans laquelle la commune est dans une zone de transition entre le climat de montagne et le climat méditerranéen et est dans la région climatique Provence, Languedoc-Roussillon, caractérisée par une pluviométrie faible en été, un très bon ensoleillement (2 600 h/an), un été chaud (21,5 °C), un air très sec en été, sec en toutes saisons, des vents forts (fréquence de 40 à 50 % de vents > 5 m/s) et peu de brouillards.
Pour la période 1971-2000, la température annuelle moyenne est de 12,9 °C, avec une amplitude thermique annuelle de 17,6 °C. Le cumul annuel moyen de précipitations est de 759 mm, avec 6,1 jours de précipitations en janvier et 3,2 jours en juillet. Pour la période 1991-2020, la température moyenne annuelle observée sur la station météorologique de Météo-France la plus proche, « Valensole », sur la commune de Valensole à 8 km à vol d'oiseau, est de 13,3 °C et le cumul annuel moyen de précipitations est de 671,6 mm. 
La température maximale relevée sur cette station est de 41,1 °C, atteinte le 28 juin 2019 ; la température minimale est de −10 °C, atteinte le 4 février 2012,,.
Les paramètres climatiques de la commune ont été estimés pour le milieu du siècle (2041-2070) selon différents scénarios d'émission de gaz à effet de serre à partir des nouvelles projections climatiques de référence DRIAS-2020. Ils sont consultables sur un site dédié publié par Météo-France en novembre 2022.

## Urbanisme

### Typologie
Au 1er janvier 2024, Saint-Martin-de-Brômes est catégorisée commune rurale à habitat dispersé, selon la nouvelle grille communale de densité à 7 niveaux définie par l'Insee en 2022.
Elle est située hors unité urbaine. Par ailleurs la commune fait partie de l'aire d'attraction de Manosque, dont elle est une commune de la couronne,. Cette aire, qui regroupe 30 communes, est catégorisée dans les aires de 50 000 à moins de 200 000 habitants,.

### Occupation des sols
L'occupation des sols de la commune, telle qu'elle ressort de la base de données européenne d’occupation biophysique des sols Corine Land Cover (CLC), est marquée par l'importance des forêts et milieux semi-naturels (71 % en 2018), une proportion sensiblement équivalente à celle de 1990 (70,3 %). La répartition détaillée en 2018 est la suivante : 
forêts (56,7 %), terres arables (14,8 %), milieux à végétation arbustive et/ou herbacée (14,4 %), zones agricoles hétérogènes (11,9 %), zones urbanisées (2,3 %).
L'évolution de l’occupation des sols de la commune et de ses infrastructures peut être observée sur les différentes représentations cartographiques du territoire : la carte de Cassini (XVIIIe siècle), la carte d'état-major (1820-1866) et les cartes ou photos aériennes de l'IGN pour la période actuelle (1950 à aujourd'hui).

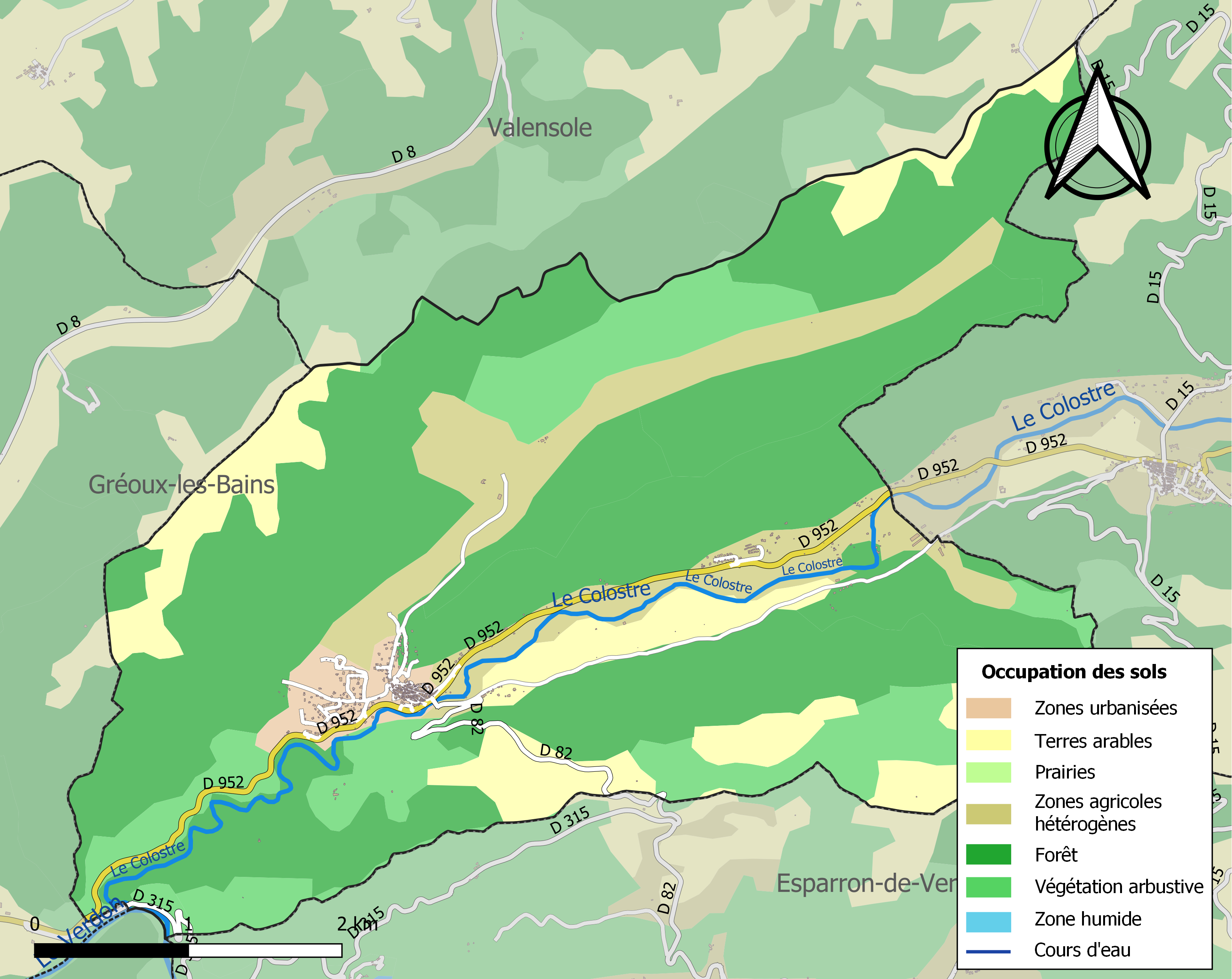
Carte de l'occupation des sols de la commune en 2018 (CLC).

## Économie

### Agriculture
Bien que Saint-Martin-de-Brômes soit inclus dans le périmètre de l’appellation d'origine contrôlée (AOC) du vin de Pierrevert, la vigne n’y est pas cultivée. Jusqu’au milieu du XXe siècle, la vigne était cultivée dans la commune, mais uniquement pour l’autoconsommation.
La culture de l’olivier est une des principales de la commune. Alors que la production d’huile d’olive était importante jusqu’au début du XXe siècle (avec 7 200 pieds), elle connait un fort déclin pour finir, avec seulement 3400 pieds en 1994. Sa culture, pratiquée dans la commune depuis des siècles, est limitée à certains versants. Le terroir de la commune se situe en effet à la limite altitudinale de l’arbre, qui ne peut que difficilement être exploité au-delà des 650 mètres : à Saint-Martin-de-Brômes, il s’agit des versants bien exposés des vallons entaillant le plateau de Valensole.

### Activités de services
- deux campings ;
- un hôtel-restaurant ;
- une épicerie ;
- un salon de coiffure.

## Histoire

### Protohistoire
L'oppidum de Buffe-Arnaud, celto-ligure et fouillé en 1992, lors de travaux sur la RD 952, est la plus ancienne agglomération présente sur le territoire de la commune. Il est situé au confluent du Colostre et du Verdon : les escarpements formés par ces rivières le défendent sur trois côtés, un mur de pierres liées à la terre sur le dernier. Il est occupé du VIe siècle av. J.-C. au milieu du Ve siècle. De 450 environ av. J.-C. jusqu’en 225, l’oppidum ne livre plus de traces d’occupation ; il est ensuite à nouveau habité au IIIe siècle av. J.-C. jusqu'à la conquête romaine, à la fin du IIe siècle av. J.-C. Une tour-porche montre que l'oppidum était sous l'influence des colonies grecques de la côte. Il a été assiégé par les Romains en 124 av. J.-C.. Un autre oppidum se trouvait en vis-à-vis de celui-ci, au Bas-Défends, mais n'a été que rapidement fouillé en 1996.

### Antiquité
La commune a livré des vestiges de l’occupation romaine : tombes et sarcophages de plomb exposés au musée (début du IVe siècle), milliaire de Carus. Elle se trouvait sur la voie allant de Riez (Colonia Julia Augusta Apollinarium Reiorum) à Aix-en-Provence.

### Moyen Âge et Ancien Régime
Au début du IIe millénaire, le territoire de la commune est appelé vallée d’Archincosco, et était sous la domination d’un ministral, jusqu’à la fin du XIe siècle. Le premier site d’implantation de la communauté est le castrum de Notre-Dame, situé actuellement dans la commune d’Allemagne-en-Provence. Le castrum était détenu par abbaye Saint-Victor de Marseille, qui confiait l’administration de la seigneurie à un laïc.
L’abbaye Saint-Victor de Marseille possède également l’église de Saint-Martin, celle de Saint-Pierre-d’Archincosco, qu’elle reçoit du ministral avec la tasque (redevance semblable à la taille) avec des terres et d’autres droits. Elle possède aussi deux fiefs, à Saint-Martin et à Brômes, et y était représenté par plusieurs seigneurs. Les Castellane y sont seigneurs de 1227 à 1673, les Payan leur succédant au XVIIIe siècle.

### Période contemporaine
Durant la Révolution, la commune compte une société patriotique, créée après la fin de 1792. Pour suivre le décret de la Convention du 25 vendémiaire an II invitant les communes ayant des noms pouvant rappeler les souvenirs de la royauté, de la féodalité ou des superstitions, à les remplacer par d'autres dénominations, la commune change de nom pour Brômes.
Le coup d'État du 2 décembre 1851 commis par Louis-Napoléon Bonaparte contre la Deuxième République provoque un soulèvement armé dans les Basses-Alpes, en défense de la Constitution. Après l’échec de l’insurrection, une sévère répression poursuit ceux qui se sont levés pour défendre la République : 8 habitants de Saint-Martin-de-Brômes sont traduits devant la commission mixte, la peine la plus courante étant la déportation en Algérie.
Comme de nombreuses communes du département, Saint-Martin-de-Brômes se dote d’une école bien avant les lois Jules Ferry : en 1863, elle en possède déjà une qui dispense une instruction primaire aux garçons, au chef-lieu. La même instruction est donnée aux filles, bien que la loi Falloux (1851) n’impose l’ouverture d’une école de filles qu’aux communes de plus de 800 habitants. La commune profite des subventions de la deuxième loi Duruy (1877) pour construire une école neuve.

## Héraldique
| Blason de Saint-Martin-de-Brômes | Blason  | Coupé : au 1er de gueules à la fasce d'or, au 2e d'or à l'écureuil d'azur. |
| Blason de Saint-Martin-de-Brômes | Détails | Le statut officiel du blason reste à déterminer.                           |

## Politique et administration

### Intercommunalité
Saint-Martin-de-Brômes fait partie :
- de 2002 à 2013, de la communauté de communes Luberon Durance Verdon ;
- depuis le 1er janvier 2013, de la communauté d'agglomération Durance-Luberon-Verdon Agglomération.

### Municipalité
| Période                                  | Période                     | Identité                  | Étiquette | Qualité |
| ---------------------------------------- | --------------------------- | ------------------------- | --------- | --- |
| Les données manquantes sont à compléter. |                             |                           |           | |
| mai 1945                                 |                             | Yves-Joseph Baud          |           | |
|                                          |                             |                           |           | |
| mars 1981                                | mars 1995                   | René Burle                |           | |
| mars 1995                                | mars 2007                   | Serge Harivel             |           | |
| mars 2007                                | 2020                        | Jean-Christophe Petrigny, | PS        | Employé Conseiller départemental (2015-2021) Vice-président de Durance-Luberon-Verdon Agglomération (2014-2020) puis président depuis 2020 |
| 2020                                     | En cours (au 20 avril 2023) | Laurence Depieds          | SE        | Agent de service culturel |

### Budget et fiscalité 2021
En 2021, le budget de la commune était constitué ainsi :
- total des produits de fonctionnement : 591 000 €, soit 925 € par habitant ;
- total des charges de fonctionnement : 545 000 €, soit 952 € par habitant ;
- total des ressources d’investissement : 154 000 €, soit 139 € par habitant ;
- total des emplois d’investissement : 358 000 €, soit 196 € par habitant.
- endettement : 324 000 €, soit 521 € par habitant.

Avec les taux de fiscalité suivants :
- taxe d’habitation : 11,53 % ;
- taxe foncière sur les propriétés bâties : 19,10 % ;
- taxe foncière sur les propriétés non bâties : 87,56 % ;
- taxe additionnelle à la taxe foncière sur les propriétés non bâties : 0,00 % ;
- cotisation foncière des entreprises : 0,00 %.

### Enseignement
La commune est dotée d’une école primaire.

### Environnement et recyclage
La collecte et traitement des déchets des ménages et déchets assimilés et la protection et mise en valeur de l'environnement se font dans le cadre de la communauté d'agglomération Durance Luberon Verdon.

## Économie

### Emploi
En 2019, la commune compte 370 personnes de 15 à 62 ans. La part des actifs est de 65,4%. 9,2 % sont chômeurs. 8,2% sont étudiants; 7,6% retraités et 9,7% sont sans activité.
20,5% travaillent sur la commune et 79,5% travaillent à l'extérieur.

### Entreprises, commerces, activités artistiques
- En 2020, la commune compte 60 entreprises
- 6 dans l'industrie
- 10 dans la construction
- 22 dans le commerce
- 2 dans la communication
- 3 dans les activités immobilières
- 4 dans des activités spécialisées
- 6 dans d'autres activités de service [55].

#### Tourisme
La commune compte un hôtel restaurant 2 étoiles
Les deux campings offrent 54 emplacements :
- Un camping une étoile avec 20 emplacements
- Un camping deux étoiles avec 34 emplacements.
- 18 gites sont officiellement recensés.

## Démographie
L'évolution du nombre d'habitants est connue à travers les recensements de la population effectués dans la commune depuis 1765. Pour les communes de moins de 10 000 habitants, une enquête de recensement portant sur toute la population est réalisée tous les cinq ans, les populations de référence des années intermédiaires étant quant à elles estimées par interpolation ou extrapolation. Pour la commune, le premier recensement exhaustif entrant dans le cadre du nouveau dispositif a été réalisé en 2004.

En 2022, la commune comptait 632 habitants, en évolution de +10,68 % par rapport à 2016 (Alpes-de-Haute-Provence : +2,84 %, France hors Mayotte : +2,11 %).
| 1765 | 1793 | 1806 | 1821 | 1831 | 1836 | 1841 | 1846 | 1851 |
| ---- | ---- | ---- | ---- | ---- | ---- | ---- | ---- | ---- |
| 418  | 499  | 511  | 501  | 541  | 540  | 500  | 526  | 507  |

| 1856 | 1861 | 1866 | 1872 | 1876 | 1881 | 1886 | 1891 | 1896 |
| ---- | ---- | ---- | ---- | ---- | ---- | ---- | ---- | ---- |
| 501  | 476  | 463  | 449  | 454  | 431  | 403  | 392  | 406  |

| 1901 | 1906 | 1911 | 1921 | 1926 | 1931 | 1936 | 1946 | 1954 |
| ---- | ---- | ---- | ---- | ---- | ---- | ---- | ---- | ---- |
| 391  | 347  | 334  | 264  | 271  | 245  | 202  | 229  | 184  |

| 1962 | 1968 | 1975 | 1982 | 1990 | 1999 | 2004 | 2006 | 2009 |
| ---- | ---- | ---- | ---- | ---- | ---- | ---- | ---- | ---- |
| 167  | 222  | 217  | 244  | 339  | 403  | 450  | 458  | 539  |

| 2014 | 2019 | 2022 | - | - | - | - | - | - |
| ---- | ---- | ---- | - | - | - | - | - | - |
| 576  | 627  | 632  | - | - | - | - | - | - |

L’histoire démographique de Saint-Martin-de-Brômes, après la saignée des XIVe et XVe siècles et le long mouvement de croissance jusqu’au début du XIXe siècle, est marquée par une période d’« étale » où la population reste relativement stable à un niveau élevé. Cette période dure des années 1810 à 1856. L’exode rural provoque ensuite un mouvement de recul démographique de longue durée. En 1926, la commune a perdu la moitié de sa population par rapport au maximum historique de 1831. Le mouvement de baisse ne s'interrompt définitivement que dans les années 1960. Depuis, la commune a connu une forte croissance, triplant sa population et rejoignant le maximum d'il y a presque deux siècles.
| 1315    | 1471    |
| ------- | ------- |
| 58 feux | 28 feux |

## Lieux et monuments

Église de Saint-Martin-de-Brômes

En 1896, une borne milliaire gallo-romaine gravée au nom de l'Empereur Carus a été découverte sur la commune. La titulature de l'empereur qu'elle donne nous permet de savoir qu'elle a été érigée entre 282 et 283, au IIIe siècle après J-C. Elle porte le nombre 14, c'est-à-dire qu'elle a été dressée au bord d'une voie romaine à 14 milles romains (soit 21 km environ) de la ville de référence. Elle est exposée au Musée archéologique de la commune créé en 1972.

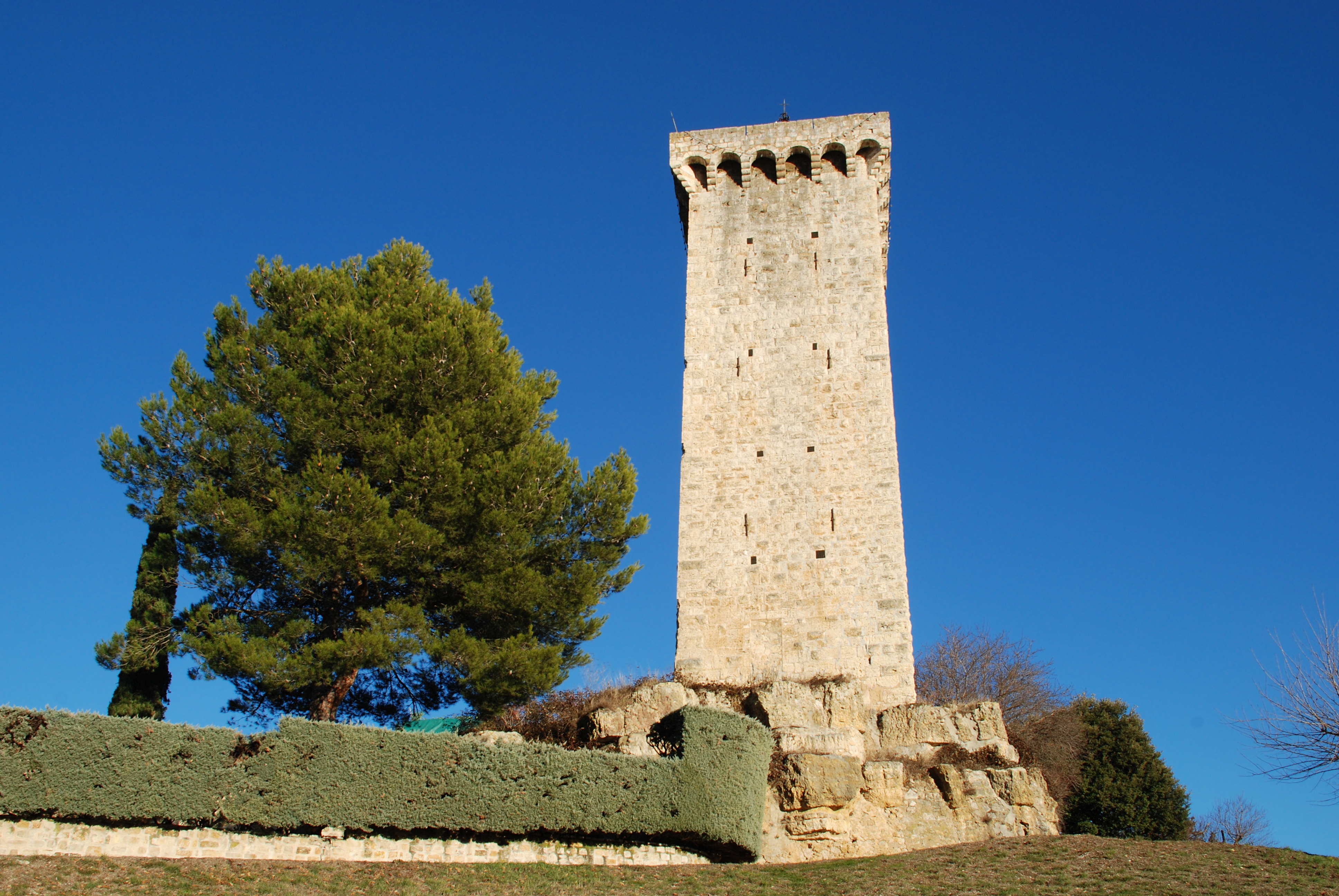
Tour de l’horloge de Saint-Martin-de-Brômes

Les deux tombeaux datant de la première moitié du IVe siècle qui ont été mis au jour en 1972 lors des travaux sur la RD 952 sont également exposés au Musée archéologique. L'un d'eux comprenait un sarcophage de plomb.
Un cimetière mérovingien au ravin de Pinet.
L’église paroissiale Saint-Martin, assez trapue, est un ancien prieuré de l’abbaye Saint-Victor de Marseille. La nef à trois travées voûtée en berceau et l’abside, datent du début du XIIe siècle. Elle est agrandie d'un collatéral sud au XIVe siècle (sous croisée d'ogives), puis d'une chapelle au Nord et d'un clocher à sommet pyramidal au XVe ou au XVIe siècle. Le bâtiment est classé monument historique depuis 1959. Les tableaux, dus à un artiste local, Esprit Michel Gibelin, qui les a peint entre 1890 et 1897, sont classés monuments historiques au titre objet,.
- La tour de l’Horloge ou des Templiers est une tour de guet des Castellane construite au XIIIe siècle.
- Une maison de la rue principale possède une baie géminée du XIVe siècle, dont les chapiteaux sont sculptés de feuillages très découpés[66]. D’autres maisons de la même rue datent du XVe ou du XVIe siècles[67].
- Le pont sur l’affluent du Colostre, à 1,5 km du village en direction d’Allemagne, en contrehaut de la RD 952, est construit après 1650, fin XVIIème, voire XVIIIe siècle. Il est constitué d’une arche en plein cintre. Ses arcs de tête sont doublés par des arcs en pierres taillées de façon plus fruste[68].

- Le musée archéologique[61] créé en 1972[62] mérite la visite.
- Place de la Libération ombragée (site inscrit
- Monument aux morts[69].

## Vie locale
Un réseau associatif très complet œuvre sur la commune.

### Cultes
Culte catholique dans l'église Saint-Martin.

### Environnement
682 taxons terminaux (espèces et infra-espèces) ont été recensés sur le territoire de la commune.

### Santé
La commune dispose de :
- un kinésithérapeute,
- un cabinet de soins infirmiers.
- un docteur

### Transports en commun
La ville de Saint-Martin-de-Brômes est desservie par la ligne de bus entre Riez et Manosque. Une connexion est faite à Manosque avec la gare SNCF, et la gare routière. Il existe aussi un service d'autocars régionaux (autocars Sumian, à Gréoux-les-Bains) qui relie 3 fois par jour sauf le Dimanche et les jours fériés Riez à Marseille en passant par St-Martin de Brômes, Gréoux, Vinon et Aix-en-Provence. Une correspondance existe à Aix-en-Provencepour la gare d'Aix TGV et l'aéroport Marseille-Provence.

## Personnalités liées à la commune
Enrico Campagnola, peintre et sculpteur